# Potamilus purpuratus
Potamilus purpuratus är en musselart som först beskrevs av Jean-Baptiste Lamarck 1819.  Potamilus purpuratus ingår i släktet Potamilus och familjen målarmusslor. Inga underarter finns listade i Catalogue of Life.